# Teichmüller-Raum
In der Funktionentheorie bezeichnet der Teichmüller-Raum (nach Oswald Teichmüller) einen Raum von Äquivalenzklassen kompakter Riemannscher Flächen und ermöglicht so eine Klassifikation aller kompakten Riemannschen Flächen.

## Definition
Es gibt unterschiedliche Wege den Teichmüller-Raum zu definieren.

### Definition 1
Sei {\displaystyle (X,g)} eine kompakte Riemannsche Fläche mit Geschlecht {\displaystyle p\in \mathbb {N} _{0}} und mit konformer Struktur {\displaystyle g}. Zwei Strukturen {\displaystyle (X,g_{1}),(X',g_{2})} auf der gleichen Fläche werden als äquivalent bezeichnet, wenn es einen konformen Diffeomorphismus {\displaystyle f\colon X\to X'} gibt, der homotop zur Identität ist. Der Raum all dieser Äquivalenzklassen von Riemannschen Flächen zum Geschlecht {\displaystyle p\in \mathbb {N} _{0}} heißt Teichmüller-Raum und wird mit {\displaystyle {\mathcal {T}}_{p}(X)} bezeichnet.

### Definition 2
Sei {\displaystyle \Sigma _{p}} eine geschlossene, zusammenhängende, orientierbare topologische Fläche vom Geschlecht {\displaystyle p}. {\displaystyle \Sigma _{p,n}} ist die topologische Fläche, welche durch das Entfernen von {\displaystyle n} unterschiedlichen Punkten aus {\displaystyle \Sigma _{p}} entsteht, insbesondere {\displaystyle \Sigma _{p}=\Sigma _{p,0}}.

#### Markierte Riemannsche Fläche
Ein Tupel {\displaystyle (S,w)} nennt man markierte Riemannsche Fläche, wenn es aus einer riemannschen Fläche {\displaystyle S} mit {\displaystyle n} ausgezeichneten Punkten und einem orientierungserhaltenden Homöomorphismus {\displaystyle w:\Sigma _{p,n}\to S} genannt Markierung besteht.

#### Teichmüller-Raum

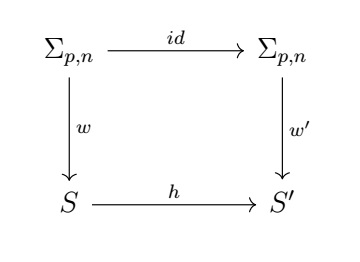
Das Diagramm ist homotopisch kommutativ.

Zwei markierte riemannsche Flächen {\displaystyle (S,w)} und {\displaystyle (S^{\prime },w^{\prime })} heißen äquivalent, geschrieben {\displaystyle (S,w)\sim (S^{\prime },w^{\prime })}, falls eine biholomorphe Abbildung {\displaystyle h:S\to S^{\prime }} existiert, so dass die Abbildungen {\displaystyle h\circ w} und {\displaystyle w^{\prime }} homotope Abbildungen von {\displaystyle \Sigma _{p,n}} nach {\displaystyle S^{\prime }} sind. Das heißt, das abgebildete Diagramm ist homotopisch kommutativ.
Die Äquivalenzklassen werden mit {\displaystyle [S,w]} notiert.
Der Teichmüller-Raum {\displaystyle {\mathcal {T}}_{p,n}} basierend auf {\displaystyle \Sigma _{p,n}} ist die Menge der Äquivalenzklassen {\displaystyle [S,w]}. Man kann ihn mit der Teichmüller-Metrik ausstatten, wodurch er zu einem metrischen Raum wird.
Wenn die Euler-Charakteristik negativ ist ({\displaystyle \chi (\Sigma _{p,n})<0}), dann entspricht jeder Punkt des Teichmüller-Raums einer hyperbolischen Metrik auf {\displaystyle \Sigma _{p,n}}, d. h. auf dem Komplement der {\displaystyle n} ausgezeichneten Punkte in {\displaystyle \Sigma _{p}}.

## Klassifikation
Nach einem Satz von Teichmüller ist {\displaystyle {\mathcal {T}}_{p}(X)}, versehen mit einer passenden Struktur einer Mannigfaltigkeit, für jede konforme Struktur {\displaystyle g} diffeomorph zum endlich-dimensionalen Vektorraum der quadratischen Differentialformen {\displaystyle Q_{g}(X)} auf {\displaystyle X}, dessen Dimension sich folgendermaßen berechnet:
- {\displaystyle \mathrm {dim} _{\mathbb {C} }\;Q_{g}(X)=0}, falls {\displaystyle p=0}
- {\displaystyle \mathrm {dim} _{\mathbb {C} }\;Q_{g}(X)=1}, falls {\displaystyle p=1}
- {\displaystyle \mathrm {dim} _{\mathbb {C} }\;Q_{g}(X)=3p-3}, falls {\displaystyle p\geq 2}

Eine Abbildung zwischen Riemannschen Flächen ist genau dann holomorph, wenn sie konform (winkeltreu) und orientierungserhaltend ist. Somit lässt sich aus der Klassifikation der konformen Strukturen auch die Klassifikation der komplexen Strukturen gewinnen.

## Motivation
- Für eine kompakte Riemannsche Fläche vom Geschlecht {\displaystyle p\geq 2} gibt es eine natürliche bijektive Beziehung zwischen den konformen Strukturen und den hyperbolischen Metriken, die auf dieser Fläche definiert werden können. Somit lässt sich das Problem der möglichen konformen Strukturen auf eine geometrisch-analytische Frage der Metrik zurückführen. Die hyperbolischen Metriken werden von der universellen Überlagerung durch die hyperbolische Halbebene {\displaystyle \mathbb {H} } induziert.
- Der Raum aller Äquivalenzklassen von möglichen konformen Strukturen {\displaystyle {\mathcal {M}}_{p}(X)} auf einer Fläche {\displaystyle X} vom Geschlecht {\displaystyle p} verfügt über eine komplizierte Topologie und ist keine Mannigfaltigkeit; wobei zwei Strukturen {\displaystyle (X,g_{1}),(X,g_{2})} als äquivalent gelten, wenn eine konforme Abbildung zwischen ihnen existiert. Das motiviert die schwächere Äquivalenzrelation des Teichmüller-Raumes.
- Es gibt für jede konforme Struktur {\displaystyle g} eine bijektive Abbildung {\displaystyle q_{g}:{\mathcal {T}}_{p}(X)\to Q_{g}(X)} in den Raum der quadratischen Differentialformen {\displaystyle Q_{g}(X)} auf {\displaystyle (X,g)}, welcher offensichtlich einen Vektorraum bildet und der überdies endlich-dimensional ist. Dadurch wird schließlich eine Differenzierbarkeitsstruktur auf {\displaystyle {\mathcal {T}}_{p}(X)} definiert und {\displaystyle {\mathcal {T}}_{p}(X)} ist diffeomorph zu einem endlich-dimensionalen Vektorraum. Dieser letzte Schritt ist im Wesentlichen der oben formulierte Satz von Teichmüller.

## Höhere Teichmüller-Theorie
Die Holonomie-Darstellung bettet den Teichmüller-Raum {\displaystyle {\mathcal {T}}_{p}(X)} in den Quotienten
{\displaystyle \operatorname {Hom} (\pi _{1}X,\operatorname {PSL} (2,\mathbb {R} ))/\operatorname {PSL} (2,\mathbb {R} )}
der Darstellungsvarietät ein, wobei {\displaystyle \operatorname {PSL} (2,\mathbb {R} )} auf {\displaystyle \operatorname {Hom} (\pi _{1}X,\operatorname {PSL} (2,\mathbb {R} ))} durch Konjugation wirkt. Diese Einbettung identifiziert den Teichmüller-Raum mit der Menge der injektiven, diskreten Darstellungen. Letztere bilden eine Zusammenhangskomponente der Darstellungsvarietät und lassen sich auch durch verschiedene andere Bedingungen charakterisieren. Unter der Bezeichnung Höhere Teichmüller-Theorie werden Ansätze zusammengefasst, mit denen für höher-dimensionale Lie-Gruppen {\displaystyle G} und kompakte Flächen X spezielle Komponenten der Darstellungsvarietät {\displaystyle \operatorname {Hom} (\pi _{1}X,G)/G} – „höhere Teichmüller-Räume“, deren Elemente nur treue Darstellungen mit diskretem Bild sind, zum Beispiel die Hitchin-Komponenten – charakterisiert werden sollen.